# Giulia Orsini

Stemma originario della famiglia Orsini

Giulia Orsini (1550 circa – 14 giugno 1609) fu la sesta e ultima principessa di Bisignano.

## Biografia
Figlia di Antonio Orsini (?-1553) duca di Gravina e Felicia Sanseverino, figlia di Pietro Antonio Sanseverino con la seconda moglie Giulia Orsini, figlia di Gian Giordano Orsini, Signore di Bracciano e di Felice della Rovere.
Sposò in prime nozze nel 1568 Giovan Battista Spinelli, marchese di Fuscaldo, del quale rimase vedova il 13 marzo 1603, senza aver avuto figli.
Il 1º settembre 1604 sposò in seconde nozze il ventiquattrenne Tiberio Carafa (1580-1647, primo principe di Belvedere, l'odierno Belvedere Marittimo e fondatore di Diamante nel 1638), che si assicurò così una rapida ascesa sociale.
La rilevanza storica di Giulia Orsini consiste nella lotta da lei ingaggiata, nel XVII secolo, per avere riconosciuti i suoi diritti ereditari sul feudo dei Sanseverino, benché ciò le fosse negato, in quanto figlia e erede di Felicia Orsini. Raggiunse il suo obiettivo (23 luglio 1608), a seguito di una lunga causa intrapresa presso il Tribunale Regio di Napoli, con l'intervento del re di Spagna Filippo III ma poco dopo morì, a Napoli, in circostanze misteriose, forse avvelenata (14 giugno 1609).
Lasciò erede dei feudi la corona spagnola, mentre i beni allodiali e la signoria di Belvedere furono conferiti al secondo marito.
È sepolta nella chiesa di Sant'Anna a Corigliano Calabro (CS).